# Drinker
Drinker ist eine Gattung sehr kleiner, pflanzenfressender ornithopoder Dinosaurier aus dem Oberjura Nordamerikas. Fossilien stammen aus Como Bluff, einem berühmten Dinosaurier-Friedhof der Morrison-Formation im US-amerikanischen Bundesstaat Wyoming, und werden auf das Tithonium datiert. 
Drinker wurde 1990 von Robert Bakker und Kollegen mit der einzigen Art Drinker nisti wissenschaftlich beschrieben, seit der Erstbeschreibung wurden nur wenige weitere Forschungsergebnisse zu dieser Gattung veröffentlicht. Peter Galton (2007) klassifiziert Drinker als einen Vertreter der Euornithopoda.

## Merkmale
Bakker beschrieb Drinker als kleinen, zweibeinig laufenden Pflanzenfresser, der am nächsten mit Othnielia (heute Othnielosaurus) verwandt ist. Erwachsene Tiere waren nicht länger als 30 Zentimeter und wogen nicht viel mehr als ein großes Huhn, womit es sich um einen der kleinsten bekannten Vogelbecken-Dinosaurier handelt. Im Unterschied zu Othnielosaurus zeigte Drinker komplexer aufgebaute Zahnkronen.

## Funde
Alle Fossilien stammen aus Como Bluff, einem berühmten Dinosaurier-Friedhof der Morrison-Formation im Albany County in Wyoming. Das Holotyp-Exemplar (Exemplarnummer CPS 106) besteht aus einem fragmentarischen Skelett, das zu einem subadulten (noch nicht erwachsenen) Individuum gehörte. Es schließt Teile oder Kiefer, verschiedene Wirbel sowie Teile der Arme und Beine mit ein. In der Erstbeschreibung der Gattung ordnete Bakker dieser Gattung neben dem Holotyp-Exemplar eine Reihe weiterer Funde zu: Darunter fallen fragmentarische Reste eines sehr jungen Individuums, das lediglich ein Viertel der Größe erwachsener Tiere zeigte (CPS 107). Weitere Funde gehören zu einem zur Hälfte ausgewachsenen Individuum (CPS 108) und zu einem erwachsenen Individuum (CPS 197). Daneben existieren einige isoliert aufgefundene Knochen.
1996 berichtet Bakker über zahlreiche weitere Drinker-Funde aus Como Bluff. So wurden die Überreste von 30 Drinker-Exemplaren innerhalb einer ovalen, einen Meter im Durchmesser messenden Pelitmasse gefunden. Bakker interpretiert diese Massenansammlung als Wohnbau. Des Weiteren wurden die Überreste von mehreren Dutzend weiteren Drinker-Exemplaren aus Como Bluff geborgen.

## Paläobiologie
Ein Massengrab, in dem 30 Drinker-Exemplare auf engstem Raum gefunden wurden, interpretiert Bakker als möglichen Wohnbau. So könnten die Tiere gesellig in unterirdischen Bauten gelebt haben. Diese Hypothese wird durch das Fehlen von Fossilien anderer Tiere und durch das Fehlen von Bissspuren von Aasfressern unterstützt. Die Krallen der äußeren Zehen der Füße waren lang, was Bakker als eine Anpassung an das Graben deutet.
Bakker vermutet, dass Drinker in Sümpfen lebte, da die Zehen der Hinterbeine sehr lang waren, was das Einsacken beim Laufen reduziert hätte.

## Namensgebung
Drinker wurde von Robert Bakker und Kollegen 1990 zu Ehren des bekannten Dinosaurierforschers Edward Drinker Cope (1840–1897) benannt. Cope hatte eine langjährige, „Bone Wars“ genannte Auseinandersetzung mit Othniel Charles Marsh (1831–1899), einem ebenso bekannten und erfolgreichen Paläontologen. Nach ihm wurde 1977 die mit Drinker verwandte Gattung Othnielia (bzw. Othnielosaurus) benannt. Der zweite Teil des Artnamens, nisti, weist auf das National Institute of Standards and Technology (NIST).